# Christoph Dabrowski
Christoph Dabrowski est un footballeur allemand né le 1er août 1978 à Katowice en Pologne. Il évoluait au poste de milieu de terrain devenu entraîneur.